# 欧洲物理快报
欧洲物理快报（EPL），为欧洲物理学会所属的一个学术性期刊，隶属17个欧洲国家的物理学会。2007年前，其正式名称为“Europhysics Letters”。目前，该期刊为半月刊，使用英语。ISSN号为0295-5075(印刷版)与1286-4854(网络版)。
17个物理学会分别为：
- 法国物理学会
- 意大利物理学会
- 英国物理学会
- 奥地利物理学会
- 德国物理学会
- 匈牙利物理学会
- 克罗地亚Ruder Boskovic研究所
- 荷兰物理学会
- 葡萄牙物理学会
- 北欧物理学会
- 丹麦物理学会
- 芬兰物理学会
- 冰岛物理学会
- 挪威物理学会
- 瑞典物理学会
- 瑞士物理学会
- 土耳其物理学会